# Black rot
Guignardia bidwellii
Espèce
Synonymes
- Phyllosticta ampelicida (Engelm.) Aa 1973 (l'anamorphe)
- Sphaeria bidwellii Ellis 1880
- Physalospora bidwellii (Ellis) Sacc. 1882

etc...
Le black rot, ou pourriture noire est une maladie cryptogamique de la vigne.
L'agent responsable est une espèce de champignons phytopathogènes ascomycètes de la famille des Botryosphaeriaceae, Guignardia bidwellii, originaire de l'est de l'Amérique du Nord où il frappait les vignes sauvages avant l'arrivée de la vigne européenne cultivée (Vitis vinifera subsp. vinifera ). Dans cette région, quatre genres de la famille des Vitaceae peuvent être contaminés : les diverses espèces de vignes américaines Vitis, les vignes vierges Parthenocissus et les lianes Cissus  et Ampelopsis.
Il a été proposé de franciser black rot par « pourriture maculée ».

## Répartition
L'agent du black rot fut importé en France à la fin du XIXe siècle et la maladie fut identifiée la première fois dans la haute vallée de l'Hérault par Pierre Viala et Louis Ravaz en 1885. Cette maladie aurait été importée sur le continent européen et notamment en France par l'intermédiaire de boutures en provenance d'Amérique du Nord et contaminées par le champignon. L'importation de ces boutures servit à cette époque à la reconstitution du vignoble français décimé par la crise phylloxérique. De nos jours, il sévit en Europe, Amérique du Sud et Asie, autant dire dans pratiquement tous les vignobles du monde mais avec plus ou moins de virulence. Il peut occasionner des pertes de récolte importantes dans les régions chaudes et humides mais demeurer incapable de frapper sévèrement dans les régions aux étés arides.
En France, il est surtout présent dans les régions les plus favorables à son développement, comme le Sud-Ouest, l'Ouest et la Savoie alors que les régions méridionales sont plus épargnées.
La recrudescence de cette maladie longtemps jugée bénigne, date de l'apparition du désherbage total et de la machine à vendanger.

## Étymologie et histoire de la nomenclature
Le terme anglais « black rot » signifie « pourriture noire » en raison de la frange noire qui borde les taches nécrotiques brunes.
Le nom anglo-américain de black-rot a été emprunté tel quel en France et s'est rapidement popularisé, toutefois au Québec la maladie est appelée « pourriture noire de la vigne ». Le terme français de « pourriture maculée » est encore peu répandu. Fait remarquable, le nom vernaculaire de black rot est resté très stable et universel alors que le nom scientifique de l'agent pathogène a été sujet à de nombreuses modifications. En voici un résumé très simplifié.
Les formes asexuées (anamorphes) et sexuées (téléomorphes) ont d'abord été décrites indépendamment, :
- Engelmann observe et décrit sur les grains de raisin, la formation asexuée productrice de spores (ou pycnide) de ce champignon qu'il nomme Naemaspora ampelicida Engelm. 1863
- les pycnides ont été aussi observées en 1873 sur les grains par Berkeley et Curtis, puis sur les feuilles par de Thümen et chacun leur a donné un nom d'espèce particulier.

Après bien des vicissitudes nomenclaturales, Van der Aa adopte en 1973  « Phyllosticta ampelicida (Engelman) Van der Aa » pour la forme anamorphe du champignon présentement décrit.
- Bidwell découvre les asques (de la forme sexuée du champignon) sur les baies desséchées et Ellis en son honneur l'appelle Sphaeria bidwellii Ellis, 1880. Ce terme fournit le basionyme de l'espèce.

Viala et Ravaz en 1887 firent la connexion entre les formes anamorphes et téléomorphes. Ils introduisent le nom de genre Guignardia qu'ils appliquent à Sphaeria bidwelli pour donner Guignardia bidwellii (Ellis) Viala & Ravaz, 1892, la téléomorphe.

## Symptômes
Le black rot n'attaque que les organes herbacés jeunes et en phase de croissance de la vigne. Il se développe sur les feuilles, les pétioles, pédoncules, vrilles et les inflorescences.
Sur les feuilles
- Légères boursouflures qui deviennent grisâtres.
- Taches de couleur « feuille morte », de forme circulaire (jusqu'à 10 mm de diamètre) à plus ou moins polygonale, bordées de lignes brunes.
- Petits points noirs, brillants, les pycnides, positionnés en périphérie des taches.

Les pétioles, les pédoncules des grappes et les vrilles
Des taches allongées et déprimées peuvent apparaître. Elles sont chlorotiques avec un centre noir et peuvent se couvrir par les points noirs des pycnides.
Les jeunes rameaux sont rarement attaqués, mais peuvent présenter des taches brunes étendues, parsemées des pycnides noires.
Les fruits
Les baies sont attaquées plus tardivement. On observe la séquence de symptômes suivante :
- Taches rondes livides qui envahissent les baies de façon très rapide, à la demi-véraison
- Formation de dépressions puis brunissement des zones touchées. La baie est alors entièrement altérée.
- Dessèchement, ratatinement et momification du fruit avant l'apparition d'une teinte noire avec des reflets bleuâtres. La surface se recouvre de petites pustules noires, soit des pycnides, ou des périthèces

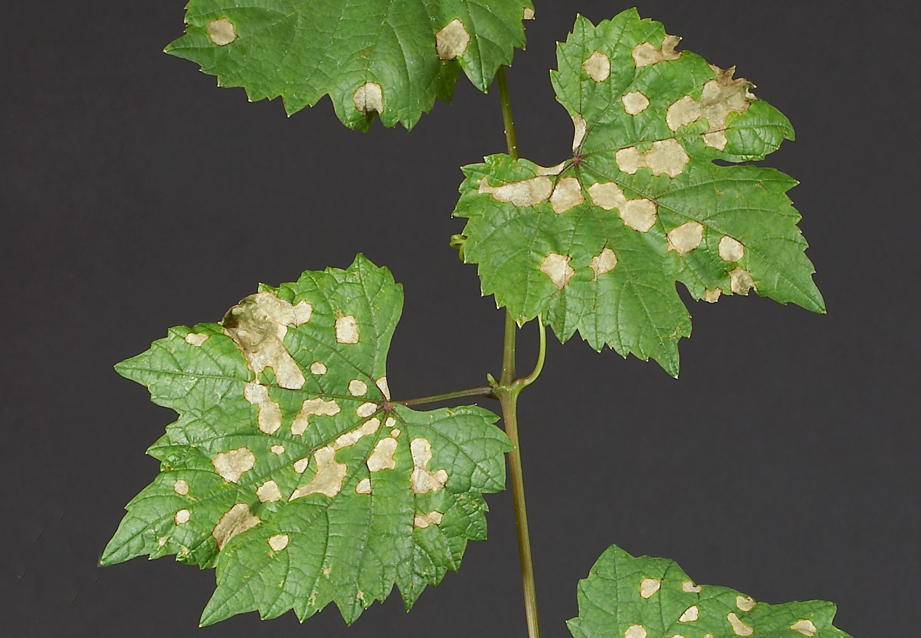
Symptômes sur une feuille
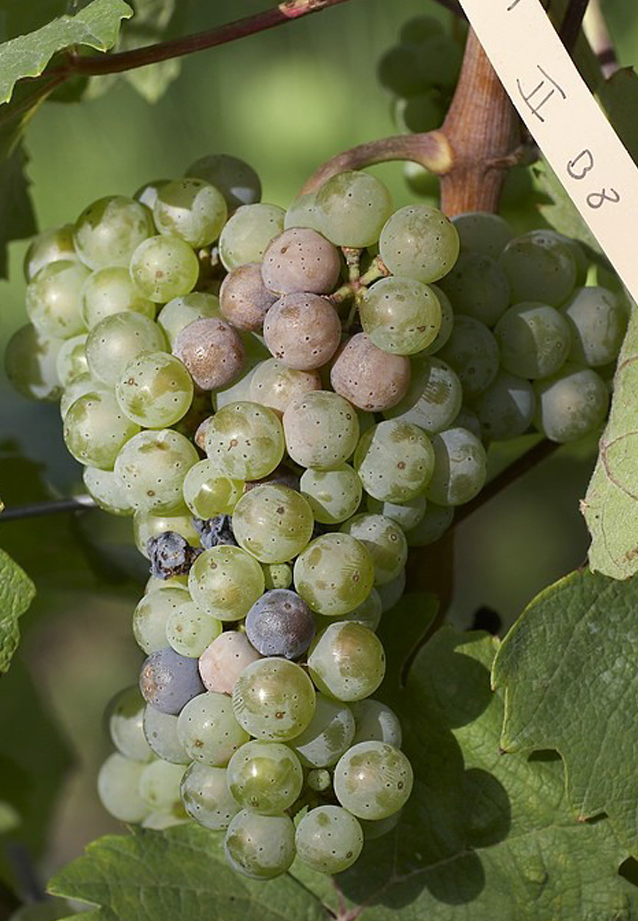
Début d'attaque sur une grappe
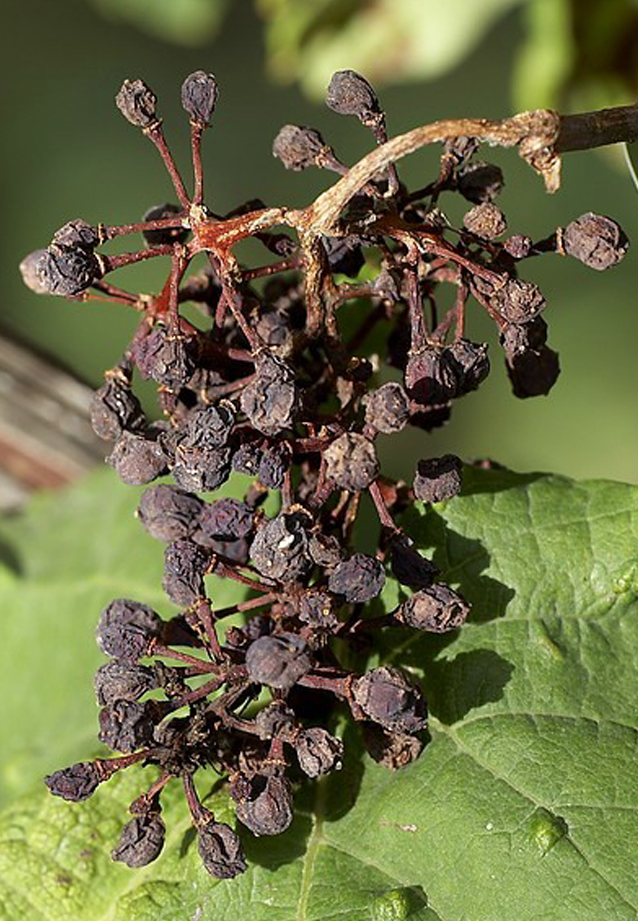
Grappe « momifiée » en fin de saison

## Élément de biologie du développement

### Cycles sexué et asexué deG. bidwellii
Guignardia bidwellii existe sous forme de mycélium haploïde (envahissant les tissus végétaux de la vigne) et de spores assurant sa dissémination. Ces spores sont produites dans deux types de structures d'apparences semblables mais de physiologies différentes : les périthèces assurent une reproduction sexuée et les pycnides une multiplication asexuée.

Les deux cycles de vie de G. bidwellii

En tant qu'Ascomycota, le siège de la reproduction sexuée de Guignardia bidwellii se situe à l'intérieur d'asques cylindriques. Les cellules reproductrices sont des spores produites au sein de ces asques par caryogamie et méiose. Le croisement est homothallique, c'est-à-dire que deux noyaux provenant d'hyphes issues de la même souche peuvent fusionner pour donner un noyau diploïde. Puis dans la cellule ascogène transformée en asque  se produit la méiose qui engendre 4 noyaux haploïdes. Ceux-ci subissent ensuite une division mitotique aboutissant finalement à 8 noyaux haploïdes. Les asques sont eux-mêmes enfermés dans des sacs en forme de bourse globuleuse (sporophores) formés par l'accolement d'hyphes, s'écartant au sommet de la bourse pour dégager une ouverture (ou ostiole).
Afin de faciliter les catégorisations, ces structures de morphologie particulière aux Pyrenomycetes portent des noms particuliers : la fructification (sporophore ou ascocarpe) en forme de bourse globuleuse portant une couche d'asques à la base et s'ouvrant par un ostiole, s'appelle un périthèce, et les spores produites par les asques des ascospores. Les périthèces qui sont de très petite taille (61-199 µm de diamètre) contiennent de 40 à 120 asques cylindriques à claviformes. Les ascospores sont unicellulaires, ovoïdes, hyalines. Lorsqu'elles sont projetées sur les jeunes tissus de la vigne, elles germent et donnent un mycélium qui pénètre dans les tissus, les envahit et se nourrit à leurs dépens. Les ascospores étant haploïdes donnent un mycélium végétatif à articles uninucléés haploïdes. Le cycle de développement :

mycélium → périthèce → asque → ascospore → mycélium assure la multiplication sexuée.
La reproduction asexuée de Guignardia bidwellii passe par des spores asexuées, mitotiques (ou conidies ou pycnidiospores) produites à l'intérieur d'un sac de forme sphérique, nommé pycnide. Comme le périthèce, cet organe globuleux est inclus dans le tissu de l'hôte infecté et s'ouvre à l'extérieur par un ostiole. Il est aussi de petite taille (59-196 µm), solitaire, protubérant et noir. Par contre la production de (pycnidio)spores se fait par séparation d'une cellule conidiogène après une division non sexuée des noyaux haploïdes (mitose).  Les pycnidiospores sont unicellulaires, hyalines, largement ovoïdes ou globuleuses, entourées d'une gaine mucilagineuse et dotées d'un appendice apical assez long. Le cycle asexué est :

mycélium → pycnide → pycnidiospore → mycélium
G. bidwellii produit un troisième type de structure globulaire, appelée spermogonies. Elles produisent des conidies en forme de bâtonnet (ou spermaties) qui germent assez difficilement et dont le rôle épidémiologique n'est pas clairement établi. Ces spermaties sont plus petites que les pycnidiospores.
Le cycle sexué est un cycle long, s'effectuant sur une année et garantissant la survie de l'espèce durant la période de repos végétatif où le mycélium ne peut survivre sans tissus vivants à parasiter. Au printemps, les asques expulsent de très nombreux ascospores qui peuvent assurer une dissémination à longue distance par le vent.
Le cycle asexué contribue principalement à la contamination secondaire. Il sert à consolider localement et rapidement l'infection primaire bien que les pycnides puissent survivre durant l'hiver.

### Cycles deG. bidwelliiet symptômes
| Les cycles de reproduction de Guignardia bidwellii | Les cycles de reproduction de Guignardia bidwellii                                                                |
| --- | --- |
| 1. l'hiver : G. bidwellii passe la période du repos végétatif de la vigne, sous forme d'un organe résistant, indifférencié qui évolue en périthèce. Il peut survivre aussi sous forme de pycnide. Le champignon subsiste sous ces formes sur les grains de raisins desséchés de l'année précédente (grapillons non récoltés) et sur des vrilles, les feuilles infectées tombées au sol et sur les chancres des rameaux infectés. | Périthèce en cours de développement                                                                               |
| 2. au printemps, dissémination et contamination primaire : l'augmentation de la température et une humidité importante induit la maturation des périthèces. Ceux-ci apparaissent dans des formations massives (stroma) produisant des asques contenant chacun 8 ascospores, ovoïdes et unicellulaires. Durant plusieurs mois, les ascospores sont projetées avec force en l'air. Emmenées par le vent, elles contaminent au loin les feuilles et les jeunes baies et sont responsables de la contamination primaire. L'éjection des ascospores commence après une pluie d'au moins 0,3 mm et peut continuer jusqu'à 8 heures après l'arrêt de la précipitation. À la même époque, les pycnides peuvent arriver à maturité et laisser s'écouler les pycnidiospores qui sont emportées par l'eau de pluie à une petite distance. Ces deux types de spores, une fois fixées sur un tissu végétal, germent et produisent un tube germinatif qui pénètre dans les tissus de la vigne en perçant la cuticule. Elles se développent en un réseau de filaments mycéliens envahissant. L'étape de la contamination primaire dure de 8 à 18 jours sur les baies et de 10 à 21 jours pour les feuilles. Les hyphes s'introduisent entre les cellules végétales et pénètrent à l'intérieur de celles-ci, pour les vider de leurs substances nutritives et provoquer finalement une nécrose locale du tissu. | Périthèce mûr Spores infectant un tissu de vigne                                                                  |
| 3. contaminations secondaires : par la suite, il apparaît sur la face supérieure des feuilles, des ponctuations noires, correspondant à des pycnides. Ce sont les premiers organes reproducteurs à se différencier du mycélium primaire. Par une division nucléaire (mitose) non sexuée, les pycnides produisent des pycnidiospores engluées dans une matière mucilagineuse qui les empêche d'être emporté par le vent (des cirrhes). Elles sont évacuées dans un tortillon cylindrique visqueux qui est emporté par l'eau. Ce mode de dissémination locale assure des contaminations secondaires, surtout des jeunes baies situées en dessous. Par contre, des contaminations qui peuvent encore être initiées par des ascospores, sont emportées par le vent sur de longues distances. Une fois qu'une pycnidiospore s'est fixée sur un substrat, les divisions mitotiques commencent et la germination se fait en une heure. Un tube germinatif pénètre la cuticule des cellules végétales et développe un mycélium qui vit aux dépens de l'hôte. 4. à l'automne : avec l'arrivée de l'automne, la vigne et le champignon cessent leur activité végétative. Parfois, des pycnides sans spores apparaissent en août. Leur cavité est remplie d'un tissu blanchâtre. Elles sont appelées pycnosclérotes. Elles survivent l'hiver ainsi. Au printemps, le contenu solide est remplacé par des asques qui éjectent leur spores en juin ou plus tard. Certaines pycnides survivent aussi durant l'hiver et produisent des spores au printemps suivant. | Pycnide Pycnides expulsant des tortillons visqueux de pycnidiospores (Forestry images, Bruce Watt, Uni. of Maine) |

## Développement
L'eau liquide est indispensable pour le développement du champignon, puisque cette eau est nécessaire à la maturation des périthèces en hiver, pour la projection des ascospores au printemps, et la libération des pycnospores. L'eau, ou une très forte hygrométrie, est également nécessaire pour la contamination des tissus végétaux par ces spores. Le champignon est actif dès 9 °C, d'où les contaminations précoces. Le black rot nécessite plus de temps d’humectation que d’autres maladies cryptogamiques, comme le mildiou, ce qui explique sa présence très localisée sur les vignobles aux saisons pluvieuses et chaudes. Le feuillage est le plus réceptif à la sortie des premières feuilles et quelques jours après la floraison. La période de sensibilité des feuilles est donc assez brève: les attaques ne sont donc pas importantes, mais sont alors un réservoir de spores pour des contaminations secondaires. La réceptivité des grappes se situe entre la nouaison et la véraison.

## Méthodes de lutte
Le black rot est actuellement[Quand ?] en pleine recrudescence pour plusieurs raisons, liées au changement des techniques culturales, telle que les vendanges mécaniques, l'enherbement de l'inter-rang, le broyage des sarments, ou la non-culture, ainsi que l’abandon de vignes et aux choix de produits anti-mildiou moins agressifs, non efficaces contre ce champignon.
Pour protéger les vignobles, il existe de nombreuses solutions.

### Mesures préventives
- Arrachage des vignes abandonnées[15].
- Élimination de l’inoculum potentiel : en hiver brûlage ou compostage à chaud des grappes desséchées, vrilles et sarments, au lieu de les broyer : au printemps épamprage des ceps.
- Faire disparaître les premiers foyers de contamination.
- Nettoyage strict du matériel de vendanges (machine à vendanger, caissettes, sécateurs).
- Dans les zones sensibles, pas d'enherbement (ou de non-culture) qui favorise la conservation de l'inoculum.

### Lutte chimique
Toute lutte chimique se doit d’être précoce et préventive, et doit pouvoir protéger la vigne au moment de forte sensibilité.
Fongicides à action préventive :
- Il est possible d’utiliser des anti-mildiou à base de dithiocarbamates[17] (mancozèbe, manèbe, métrime-zinc, propinèbe), cuivre à dosage élevé, mais ils sont facilement lessivables et ont une courte durée de protection.
- Les strobilurines, azoxytrobines, trifloxystrobines, pyraclostrobines, sont d’une grande qualité préventive. Les matières actives comme le krésoxim-méthyle sont très résistantes au lessivage.

Fongicides à action préventive et curative :
- Certains IDM[n 1], fongicides inhibiteurs de la déméthylation des stérols, ont une action curative totale, en stoppant la croissance mycélienne, s’ils sont employés rapidement après contamination. Les matières actives, difénoconazole, flusilazole, hexaconazole ou myclobutanil, ont une persistance d'action de 14 jours.
- D’autres IDM non homologués sur Black rot seul ont aussi un bon effet curatif, mais ont une courte durée de protection.
- Des strobilurines (bien que devenant inefficaces contre le mildiou), tels que l’azoxystrobine, la pyraclostrobine ou la trifloxystrobine, peuvent également avoir un effet inhibiteur sur la croissance du champignon, et présentent un effet secondaire intéressant pour la lutte contre le Botrytis.